# Thomas Essomba
Thomas Essomba (* 2. Dezember 1987 in Ebolowa) ist ein britischer Profiboxer und ehemaliger EBU-Europameister im Bantamgewicht. 
Als Amateur boxte er im Halbfliegengewicht für Kamerun, war mehrfacher Afrikameister sowie Teilnehmer der Olympischen Spiele 2008 in Peking und 2012 in London.

## Amateurkarriere
Essomba begann als Kind in Kamerun mit dem Boxsport, war Viertelfinalist der Afrikameisterschaft 2005 in Casablanca und Teilnehmer der Commonwealth Games 2006 in Melbourne.
Bei den Afrikaspielen 2007 in Algier gewann er Bronze, sowie 2008 Gold beim Afrika-Cup in Vacoas-Phoenix und auch bei der afrikanischen Olympiaqualifikation in Windhoek. Er startete daraufhin bei den Olympischen Spielen 2008 in Peking, wo er in der Vorrunde gegen den Europameister Howhannes Danieljan ausschied.
Bei den Afrikameisterschaften 2009 in Vacoas-Phoenix und 2011 in Yaoundé gewann er jeweils die Goldmedaille; er schlug dabei in den Finalkämpfen Redouane Bouchtouk und Abdelali Daraa. Eine weitere Goldmedaille gewann er bei den Afrikaspielen 2011 in Maputo mit Siegen gegen Sulemanu Tetteh, Khauhelo Mothunyane, Juliano Máquina, Ronald Serugo und Mohamed Flissi. Bei der Weltmeisterschaft 2011 in Baku schlug er erneut Mohamed Flissi, verlor dann aber im zweiten Kampf gegen Pürewdordschiin Serdamba.
Bei der afrikanischen Olympiaqualifikation 2012 in Casablanca erreichte er das Halbfinale und qualifizierte sich damit für die Olympischen Spiele 2012 in London, wo er zum Mannschaftskapitän der kamerunischen Boxstaffel gewählt wurde. Bei den Spielen selbst siegte er in der Vorrunde gegen Abdelali Daraa, ehe er im Achtelfinale gegen Paddy Barnes ausschied.
Als einer von fünf kamerunischen Boxern stellte er nach den Olympischen Spielen 2012 in London einen Asylantrag, dem im Berufungsverfahren stattgegeben wurde. Daraufhin lebte er in Sunderland, trainierte im Boxclub Olympian Gym von Phil Jeffries, Vater des Boxers Tony Jeffries und wurde bald darauf britischer Staatsbürger.

## Profikarriere
Essomba besiegte im Oktober 2015 Waleed Din und wurde dadurch Commonwealth Champion im Fliegengewicht, zudem wurde er im März 2018 mit einem Sieg gegen Louis Norman auch Englischer Meister im Bantamgewicht. Er verlor zwar im Anschluss gegen Kyle Williams und Lee McGregor, siegte jedoch 2019 gegen Sean McGoldrick und Iskander Charsan.
Am 29. August 2020 verlor er im Superfliegengewicht nach Punkten gegen Sunny Edwards und erreichte im Oktober 2020 ein Unentschieden gegen Thomas Ward.
Nach drei weiteren Kämpfen konnte er am 20. Mai 2023 in Monza um den EBU-Europameistertitel im Bantamgewicht boxen und siegte dabei gegen den italienischen Titelträger Alessio Lorusso einstimmig nach Punkten. Am 9. Februar 2024 gewann er in Sheffield eine Titelverteidigung nach Punkten gegen den Franzosen Elie Konki. In seiner zweiten EBU-Titelverteidigung verlor er am 27. September 2024 nach Punkten gegen den Briten Charlie Edwards.